# جيمس غريلي فلاندرز
جيمس غريلي فلاندرز هو سياسي أمريكي، ولد في 1844 في نيو لندن في الولايات المتحدة، وتوفي في 1920. نشط حزبياً في الحزب الديمقراطي. وقد انتخب عضو جمعية ولاية ويسكونسن ‏.